# Espartaquiada

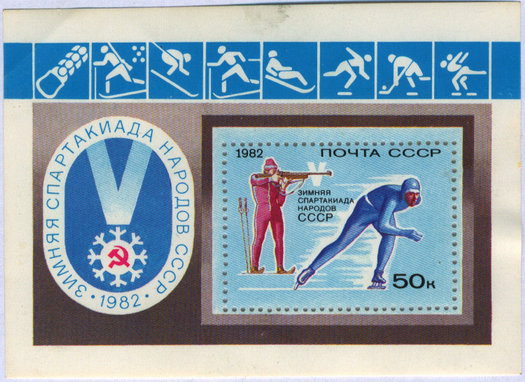
Quinta Espartaquiada de invierno del pueblo de la URSS en un sello de 1982.

La Espartaquiada (en ruso: Спартакиада) era el nombre de una serie de eventos multideportivos organizados o planificados por la Sportintern entre 1928 y 1934. Posteriormente se extendió a todos los acontecimientos deportivos realizados en la URSS y después de 1945 en la Europa del Este (Polonia, República Democrática Alemana, Hungría, Checoslovaquia, Bulgaria, Rumania, Albania y Yugoslavia). El nombre proviene de Espartaco.

## Espartaquiadas Internacionales
Esta serie de eventos fue organizada por la Sportintern como una forma de competir por la hegemonía del movimiento deportivo obrero que tenía la Internacional Deportiva Obrero Socialista y que organizaba las Olimpiadas Obreras. Se realizaron dos ediciones:
1. Moscú (URSS), agosto de 1928
2. Berlín (Alemania), 1931. 
  - La "Espartaquiada mundial" de 1934, que se habría de realizar en Moscú, fue suspendida, lo cual no impidió que la URSS emitiera sellos postales conmemorativos de dicho evento. En su lugar se celebró el "Rassemblement international des sportifs contre le fascisme et la guerre impérialiste" en Paris.

Con la disolución de la Sportintern (1937) y la participación de la URSS en los Juegos Olímpicos de Helsinki 1952, las Espartaquiadas internacionales dejaron de celebrarse.

## Espartaquiadas en la URSS
Las Espartaquiadas en la URSS, a partir de 1928, pasaron a designar también todos los eventos multideportivos en sus diferentes niveles, desde el local hasta la Espartaquiada de los Pueblos de las URSS (Спартакиада народов СССР). Esta última tuvo su primera edición en 1956.
También había una Espartaquiada de la Juventud, así como la Espartaquiada de los Sindicatos (Спартакиада профсоюзов).